# Talana
Talana är en ort och kommun i provinsen Nuoro i regionen Sardinien i Italien. Kommunen hade 1 013 invånare (2017).